# صلاح والي
محمد صلاح الدين محمد توفيق محمد والي من مصر. ولد في 6 يونيو 1946 في قرية السكاكرة - محافظة الشرقية. حصل على بكالوريوس الزراعة والكيمياء 1969، ودبلوم الدراسات العليا الإعلامية 1991. عمل مدرساً من 1970-1982 ميلادية، ثم انتدب للعمل بالثقافة في ليبيا منذ العام 1982.سكرتير تحرير سلسلتي: كتابات نقدية, وأصوات أدبية اللتين تصدران عن الهيئة العامة لقصور الثقافة. عضو اتحاد كتاب مصر.
نشر أولى قصائده 1971 في مجلتي الكاتب, والجديد, ثم وإلى نشر أعماله. صدرت عن أعماله كتابات نقدية كثيرة في كل من مجلة اليوم السابع، الأقلام، الأسبوع الرابع، إبداع، القاهرة، الثقافة الجديدة، أدب ونقد، الدستور الأردنية.
كما أعدت عنها برامج شارك فيها: سيد البحراوي، حامد أبوأحمد، مدحت الجيار، صلاح السروي، إبراهيم فتحي، سامي خشبة، محمد السيد عيد.

## الأعمال الروائية
1. رواية نقيق الضفدع، لعام 1988 صدرت عن الهيئة العامة للكتاب
2. ليلة عاشوراء روايات الهلال أكتوبر 1992
3. عائشة الخياطة رواية مختارات فصول 1996/ ط2 مكتبة الأسرة 2001
4. رواية كائنات هشة لليل
5. أصوات أدبية صدر عن هيئة قصور الثقافة 2000
6. رواية الرعية -اتحاد الكتاب 2002
7. رواية فتنة الأسر عن دار ميريت للنشر لعام 2004
8. رواية الجميل الأخير صدرت عام 2004
9. رواية ذنوب جميلة - الهيئة العامة للكتاب 2006

## الأعمال الشعرية
1. الغواية ديوان لمجموعة قصائد عن دار سعاد الصبّاح وصدرت عام 1992
2. سيمفونية البكاء والغناء لعام 1980
3. تحولات في زمن السقوط لعام 1985
4. من أين يأتي البحر صدرت عن دار الغد في عام 1991
5. الرؤيا والوطن  صادر عن قصور الثقافة لعام 1995
6. تداعيات العشق والغربة صادر عن الهيئة العامة للكتاب 1988
7. تجليات حرف الصاد صادر عن الهيئة العامة للكتاب لعام 2003
8. على باب كيسان مسرحية شعرية الهيئة العامة للكتاب لعام 1992

## الجوائز
1. جائزة إحسان عبد القدوس الجائزة الأولى عن رواية العم حفني لعام 1992
2. جائزة المسرح المصري عن مسرحية على باب كيسان لعام 1991

## وصلات خارجية
- صلاح والي على موقع أرشيف الشارخ.
- فصل من رواية فتنة الأسر